# お祭り騒ぎ
『お祭り騒ぎ』（おまつりさわぎ、仏語 Faire la fête）は、1986年（昭和61年）製作、アンヌ＝マリー・ミエヴィル監督によるスイスの短篇映画である。

## 略歴・概要
スイス・ヴォー州ローザンヌ生まれ、同州ロールに1979年（昭和54年）からジャン＝リュック・ゴダールとともに映像工房を営むアンヌ＝マリー・ミエヴィルが、ゴダールとの共同監督を重ねた末に、単独で監督した短篇映画の第3作である。
撮影監督には、ゴダール監督の『パッション』（1982年）でビデオ撮影を担当し、ミエヴィル単独の前作『マリアの本』（1984年）の撮影監督を務めたジャン＝ベルナール・ムヌー、録音技師には、クロード・ミレール監督の『なまいきシャルロット』（1985年）でポール・レーヌの助手を務め、エリック・ロメール監督の『緑の光線』（1986年）でドミニク・エヌカンを支えた当時の20代のクローディーヌ・ヌガレを起用した。

## スタッフ・作品データ
- 監督・脚本・編集 : アンヌ＝マリー・ミエヴィル
- 撮影監督 : ジャン＝ベルナール・ムヌー
- 録音 : クローディーヌ・ヌガレ
- 製作 : JLGフィルム
- 製作国 :  スイス
- 撮影地 :  スイス
- 形式 : 35ミリフィルム
- ジャンル : 短篇映画
- 上映時間 : 13分[1]
- 製作年 : 1986年

## キャスト
- アンヌ・アルヴァロ
- ディディエ・フラマン
- エレーヌ・ラピオヴェル
- エリック・ヴィルド[1]

## 註
1. 1 2 3 4  コリン・マッケイブ『ゴダール伝』、堀潤之訳、みすず書房、2007年6月9日 ISBN 4622072599, p.367-368.